# Bozouls (tổng)
Tổng Bozouls là một tổng thuộc tỉnh Aveyron trong vùng Occitanie.

## Địa lý
Tổng này được tổ chức xung quanh Bozouls ở quận Rodez. Độ cao khu vực này dao động từ 320 m (Rodelle) đến 886 m (Montrozier) với độ cao trung bình 562 m.

## Hành chính
| Giai đoạn | Ủy viên             | Đảng | Tư cách                     |
| --------- | ------------------- | ---- | --------------------------- |
| 1833-1838 | Zéphirin Passelac   |      | Thị trưởng Bozouls          |
| 1838-1845 | Heraclide Albenque  |      | Avoué à Espalion            |
| 1845-1849 | Jalabert            |      | Juge de Paix à Bozouls      |
| 1849-1865 | Foulquier           |      | Juge de Paix                |
| 1865-1888 | Adolphe Jausions    |      | Thị trưởng Salles-la-Source |
| 1888-1911 | Monsservin          |      | Thượng nghị sĩ              |
| 1911-1920 | Puech               |      | Médecin à Rodez             |
| 1920-1945 | Louis Puech         |      | Député de la Seine          |
| 1945-1967 | Abbé Albert Rieucau |      | Chanoine                    |
| 1967-1979 | Etienne Bastide     |      | Thị trưởng Rodelle          |
| 1979      | André Baudon        |      | Thị trưởng Bozouls          |
| 2004-2010 | Jean-Michel Lalle   | UMP  | Thị trưởng Rodelle          |

## Các đơn vị trực thuộc
Tổng Bozouls gồm 5 xã với dân số 6 117 người (điều tra dân số năm 1999, dân số không tính trùng)
| Xã          | Dân số | Mã bưu chính | Mã insee |
| ----------- | ------ | ------------ | -------- |
| Bozouls     | 2 329  | 12340        | 12033    |
| Gabriac     | 446    | 12340        | 12106    |
| La Loubière | 1 174  | 12740        | 12131    |
| Montrozier  | 1 279  | 12630        | 12157    |
| Rodelle     | 889    | 12340        | 12201    |

## Biến động dân số
| 1962                                                     | 1968  | 1975  | 1982  | 1990  | 1999  |
| -------------------------------------------------------- | ----- | ----- | ----- | ----- | ----- |
| 4 132                                                    | 4 447 | 4 560 | 5 150 | 5 529 | 6 117 |
| Nombre retenu à partir de 1962 : dân số không tính trùng |       |       |       |       |       |